# Strada Charring Cross, nr. 84 (film)
84 Charing Cross Road este un film dramatic britanico-american din 1987 regizat de David Jones. Scenariul realizat de Hugh Whitemore se bazează pe o piesă de teatru scrisă de James Roose-Evans, care și ea a fost o adaptare a cărții scrise în 1970 de Helene Hanff, o compilație de scrisori între ea și Frank Doel, care datează din 1949 până în 1968. Piesa de teatru are doar două personaje, dar în film au fost introduse și alte personaje: prietenii lui Hanff din Manhattan, personalul librăriei și soția lui Doel, Nora.

## Prezentare
În New York-ul anului 1949, Helene Hanff are dificultăți în a găsi clasici literari obscuri și titluri de literatură britanică. Ea observă un anunț publicitar în Saturday Review of Literature, plasat de anticariatul Marks & Co, aflată la adresa titulară din Londra. Ea contactează magazinul, unde cumpărătorul șef și managerul Frank Doel îi îndeplinește solicitările. Este încântată de calitatea fină a cărților. De-a lungul timpului, se dezvoltă o prietenie la distanță lungă între Hanff și Doel și, de asemenea, ceilalți membri ai personalului; chiar și soția lui Doel corespondează cu Hanff. În semn de recunoștință pentru serviciul lor extraordinar, Hanff începe să trimită mici cadouri, pachete de vacanță și colete de mâncare pentru a compensa lipsa de produse de după cel de-al doilea război mondial în Marea Britanie. Corespondența lor include discuții despre subiecte la fel de diverse precum predicile lui John Donne, cum se face budinca Yorkshire, Brooklyn Dodgers și încoronarea Elisabetei a II-a.
Hanff intenționa de mult timp să viziteze Londra și să se întâlnească cu prietenii ei librari, dar din diverse motive a trebuit să-și amâne planurile. În decembrie 1968 Hanff află că Doel a murit, iar librăria s-a închis. În cele din urmă, ea vizitează Charing Cross Road și magazinul liber din vara anului 1971.

## Distribuție
- Anne Bancroft în rolul Helene Hanff
- Anthony Hopkins în rolul Frank Doel
- Judi Dench în rolul Nora Doel
- Maurice Denham în rolul George Martin
- Eleanor David în rolul Cecily Farr
- Mercedes Ruehl în rolul Kay
- Daniel Gerroll în rolul Brian
- Wendy Morgan în rolul Megan Wells
- Ian McNeice în rolul Bill Humphries
- J. Smith-Cameron în rolul Ginny
- Connie Booth în rolul Femeii din Delaware
- Tony Todd în rolul Lucrătorului în construcții

## Producția
Filmările au fost realizate în Londra și New York. Scenele londoneze au inclus Palatul Buckingham, Soho Square, Trafalgar Square, St James's, Westminster, White Hart Lane din Tottenham și suburbia Richmond. Scenele din Manhattan au fost filmate în Central Park, Madison Avenue și Biserica Sfîntul Toma din Manhattan. Interioarele au fost filmate la Lee International Studios și Shepperton Studios din Surrey.